# BC Alytus
El BC Alytus o simplement Alytus és un històric club de bàsquet de la ciutat d'Alytus a Lituània.
Va ser fundat l'any 2005, com a successor del BC Alita, i va participar durant unes temporades a la Lietuvos Krepšinio Lyga (Lliga Lituana de bàsquet) i a la Lliga de bàsquet bàltic. El 2011 BC Alytus va canviar el seu nom a BC Savanoris, jugant a la RKL de tercer nivell, i després es va convertir en BC Dzūkija, es va establir a Alytus.